# Kanton Saint-Hilaire-des-Loges
Der Kanton Saint-Hilaire-des-Loges war von 1790 bis 2015 ein französischer Wahlkreis im Arrondissement Fontenay-le-Comte, im Département Vendée und in der Region Pays de la Loire; sein Hauptort war Saint-Hilaire-des-Loges.

## Gemeinden
Der Kanton bestand aus zehn Gemeinden:
| Gemeinde                  | Einwohner Jahr | Fläche km² | Bevölkerungsdichte | Code INSEE | Postleitzahl |
| ------------------------- | -------------- | ---------- | ------------------ | ---------- | ------------ |
| Faymoreau                 | 216 (2013)     | 10,99      | 20 Einw./km²       | 85087      | 85240        |
| Foussais-Payré            | 1.143 (2013)   | 34,42      | 33 Einw./km²       | 85094      | 85240        |
| Mervent                   | 1.070 (2013)   | 22,23      | 48 Einw./km²       | 85143      | 85200        |
| Nieul-sur-l’Autise        | 1.291 (2013)   | 22,63      | 57 Einw./km²       | 85162      | 85240        |
| Oulmes                    | 792 (2013)     | 9,28       | 85 Einw./km²       | 85168      | 85420        |
| Puy-de-Serre              | 322 (2013)     | 13,81      | 23 Einw./km²       | 85184      | 85240        |
| Saint-Hilaire-des-Loges   | 1.960 (2013)   | 35,2       | 56 Einw./km²       | 85227      | 85240        |
| Saint-Martin-de-Fraigneau | 803 (2013)     | 13,56      | 59 Einw./km²       | 85244      | 85200        |
| Saint-Michel-le-Cloucq    | 1.309 (2013)   | 17,69      | 74 Einw./km²       | 85256      | 85200        |
| Xanton-Chassenon          | 726 (2013)     | 19,24      | 38 Einw./km²       | 85306      | 85240        |

## Bevölkerungsentwicklung
| 1962  | 1968  | 1975  | 1982  | 1990  | 1999  | 2010  |
| ----- | ----- | ----- | ----- | ----- | ----- | ----- |
| 8.743 | 8.309 | 7.920 | 8.370 | 8.818 | 8.946 | 9.571 |